# Ругельдинский сельсовет
Ругельдинский сельсовет — административно-территориальная единица и муниципальное образование со статусом сельского поселения в Шамильском районе Дагестана Российской Федерации.
Административный центр — село Ругельда.

## Население
| 2002  | 2010  | 2012  | 2013  | 2014  | 2015  | 2016  |
| ----- | ----- | ----- | ----- | ----- | ----- | ----- |
| 1261  | ↗1492 | ↗1495 | ↘1487 | ↗1492 | ↗1509 | →1509 |
| 2017  | 2018  | 2019  | 2020  | 2021  | 2023  | 2024  |
| ↘1505 | ↘1494 | ↗1496 | ↘1494 | ↘1345 | ↗1360 | ↗1388 |
| 2025  |       |       |       |       |       |       |
| ↗1402 |       |       |       |       |       |       |

## Состав
| № | Населённый пункт | Тип населённого пункта       | Население |
| - | ---------------- | ---------------------------- | --------- |
| 1 | Мусрух           | село                         | ↘64       |
| 2 | Ругельда         | село, административный центр | ↗626      |
| 3 | Сомода           | село                         | ↘385      |
| 4 | Урчух            | село                         | ↘63       |
| 5 | Хиндах           | село                         | ↘109      |
| 6 | Хонох            | село                         | ↘98       |